# Australophialus pecorus
Australophialus pecorus is een rankpootkreeftensoort uit de familie van de Cryptophialidae. De wetenschappelijke naam van de soort is voor het eerst geldig gepubliceerd in 1985 door Turquier.